# باتريك كونور
باتريك كونور (بالإنجليزية: Patrick Connor)‏ هو سياسي أيرلندي، ولد في 15 مارس 1906، وتوفي في 26 أغسطس 1989. انتخب عضو مجلس الشيوخ من أيرلندا عن دائرة اللجنة الإدارية ‏ وقد انضم خلال فترته النيابية ‏ (22 مايو 1957 – 1 سبتمبر 1961)  للكتلة البرلمانية فاين جايل وفي الانتخابات العمومية الإيرلندية 1961 ‏، انتخب نائب دييل عن دائرة Kerry South (Dáil constituency) ‏ وقد انضم خلال فترته النيابية ‏ (11 أكتوبر 1961 – 11 مارس 1965)  للكتلة البرلمانية فاين جايل وفي الانتخابات العمومية الإيرلندية 1965 ‏، انتخب نائب دييل عن دائرة Kerry South (Dáil constituency) ‏ وقد انضم خلال فترته النيابية ‏ (21 أبريل 1965 – 21 مايو 1969)  للكتلة البرلمانية فاين جايل.